# Henry Brevard Davidson

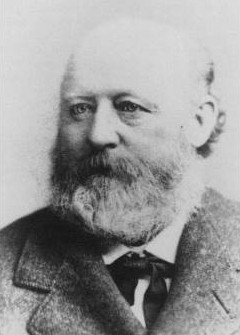
Henry B. Davidson

Henry Brevard Davidson (* 28. Januar 1831 in Shelbyville, Tennessee; † 4. März 1899 in Livermore, Kalifornien) war ein Brigadegeneral des konföderierten Heeres im Sezessionskrieg.

## Leben
Davidson meldete sich im Alter von 15 Jahren als Freiwilliger beim Tennessee Volunteers Regiment. Für seine Tapferkeit im Amerikanisch-Mexikanischen Krieg wurde er zum Unteroffizier befördert und 1848 an die US-Militärakademie in West Point, New York  bestellt. Dort schloss er 1853 als 33. seines Jahrgangs ab. 
Davidson nahm 1861 seinen Abschied aus dem US-Heer und wechselte als Major in das Heer der Konföderierten Staaten. Dort diente er nacheinander im Stab der Generäle John Buchanan Floyd, Simon Bolivar Buckner, Albert Sidney Johnston und William Whann Mackall und wurde zum Oberst befördert. Zusammen mit Mackall geriet Henry B. Davidson im Oktober 1862 in Kriegsgefangenschaft. Davidson wurde am 18. August 1863 zum Brigadegeneral befördert und diente anschließend im Kavalleriekorps Joseph Wheelers. Nach seiner Teilnahme am Shenandoah-Feldzug 1864 ergab sich Davidson gemeinsam mit General Joseph E. Johnston den Nordstaaten in North Carolina.
Nach dem Krieg ließ sich Davidson in Kalifornien nieder. Dort arbeitete er als Ingenieur und wurde 1887 stellvertretender Innenminister des Staates. Sein Grab befindet sich auf dem Mountain View Cemetery in Oakland, Kalifornien.